# Elhem Gherissi
Elhem Gherissi (arabe : إلهام الغريسي), née le 5 juillet 1991, est une handballeuse tunisienne. Elle évolue au poste d'ailière gauche à l'Association sportive féminine de Mahdia.
Avec l'équipe nationale de Tunisie, elle a notamment participé au championnat du monde 2015, terminé à la 21e place. Auparavant, elle a pris part au championnat du monde junior 2010 et terminé à la 19e place.